# Saddlebrooke, Arizona
Saddlebrooke je naseljeno područje za statističke svrhe u američkoj saveznoj državi Arizona. Prema popisu stanovništva iz 2010. u njemu je živjelo 9,614 stanovnika.